# Caryophyllia
Caryophyllia Lamarck, 1801 è un genere di madrepore della famiglia Caryophylliidae.

## Tassonomia
Comprende le seguenti specie:
- Caryophyllia abrupta (Cairns, 1999)
- Caryophyllia abyssorum (Duncan, 1873)
- Caryophyllia alaskensis (Vaughan, 1941)
- Caryophyllia alberti (Zibrowius, 1980)
- Caryophyllia ambrosia (Alcock, 1898
- Caryophyllia antarctica (Marenzeller, 1904)
- Caryophyllia antillarum (De Pourtalès, 1874)
- Caryophyllia arnoldi (Vaughan, 1900)
- Caryophyllia atlantica (Duncan, 1873)
- Caryophyllia balaenacea (Zibrowius & Gili, 1990)
- Caryophyllia barbadensis (Cairns, 1979)
- Caryophyllia berteriana (Duchassaing, 1850)
- Caryophyllia calveri (Duncan, 1873)
- Caryophyllia capensis (Gardiner, 1904)
- Caryophyllia cincticulatus (Alcock, 1898)
- Caryophyllia communis (Seguenza, 1863)
- Caryophyllia cornuformis (De Pourtalès, 1874)
- Caryophyllia cornulum (Cairns & Zibrowius, 1997)
- Caryophyllia corrugata (Cairns, 1979)
- Caryophyllia crosnieri (Cairns & Zibrowius, 1997)
- Caryophyllia cultrifera (Alcock, 1902)
- Caryophyllia cyathus (Ellis & Solander, 1786)
- Caryophyllia decamera (Cairns, 1998)
- Caryophyllia dentata (Moseley, 1881)
- Caryophyllia diomedeae (Von Marenzeller, 1904)
- Caryophyllia eltaninae (Cairns, 1982)
- Caryophyllia ephyala (Alcock, 1891)
- Caryophyllia foresti (Zibrowius, 1980)
- Caryophyllia grandis (Gardiner & Waugh, 1938)
- Caryophyllia grayi (Milne-Edwards & Haime, 1848)
- Caryophyllia hawaiiensis (Vaughan, 1907)
- Caryophyllia horologium (Cairns, 1977)
- Caryophyllia inornata (Duncan, 1878)
- Caryophyllia japonica (Marenzeller, 1888)
- Caryophyllia jogashimaensis (Eguchi, 1968)
- Caryophyllia karubarica (Cairns & Zibrowius, 1997)
- Caryophyllia lamellifera (Moseley, 1881)
- Caryophyllia mabahithi (Gardiner & Waugh, 1938)
- Caryophyllia marmorea (Cairns, 1984)
- Caryophyllia octonaria (Cairns & Zibrowius, 1997)
- Caryophyllia octopali (Vaughan, 1907)
- Caryophyllia paradoxus (Alcock, 1898)
- Caryophyllia paucipalata (Moseley, 1881)
- Caryophyllia pauciseptata (Yabe & Eguchi, 1932)
- Caryophyllia perculta (Cairns, 1991)
- Caryophyllia planilamellata (Dennant, 1906)
- Caryophyllia polygona (De Pourtalès, 1878)
- Caryophyllia profunda (Moseley, 1881)
- Caryophyllia quadragenaria (Alcock, 1902)
- Caryophyllia quangdongensis (Zou, 1984)
- Caryophyllia ralphae (Cairns, 1995)
- Caryophyllia rugosa (Moseley, 1881)
- Caryophyllia sarsiae (Zibrowius, 1974)
- Caryophyllia scillaemorpha (Alcock, 1894)
- Caryophyllia scobinosa (Alcock, 1902)
- Caryophyllia secta (Cairns & Zibrowius, 1997)
- Caryophyllia seguenzae (Duncan, 1873)
- Caryophyllia sewelli (Gardiner & Waugh, 1938)
- Caryophyllia smithii (Stokes & Broderip, 1828)
- Caryophyllia solida (Cairns, 1991)
- Caryophyllia spinicarens (Moseley, 1881)
- Caryophyllia spinigera (Saville-Kent, 1871)
- Caryophyllia squiresi (Cairns, 1982)
- Caryophyllia stellula (Cairns, 1998)
- Caryophyllia transversalis (Moseley, 1881)
- Caryophyllia unicristata (Cairns & Zibrowius, 1997)
- Caryophyllia valdiviae (Zibrowius & Gili, 1990)
- Caryophyllia zanzibarensis (Zou, 1984)
- Caryophyllia zopyros (Cairns, 1979)